# Hyperolius chlorosteus
Espèce
Synonymes
- Rappia chlorostea Boulenger, 1915

Statut de conservation UICN

 LC  : Préoccupation mineure
Hyperolius chlorosteus est une espèce d'amphibiens de la famille des Hyperoliidae.

## Répartition
Cette espèce se rencontre, :
- dans la moitié Sud du Sierra Leone ;
- au Liberia ;
- dans le sud de la Guinée ;
- dans le Sudud-Ouest de la Côte d'Ivoire.

## Publication originale
- Boulenger, 1915 : On two new tree-frogs from Sierra Leone, recently living in the Societys Gardens. Proceedings of the Zoological Society of London, vol. 1915, p. 243 (texte intégral).